# Cristóbal Colón (szczyt)
Pico Cristóbal Colón – jeden z dwóch (obok Simón Bolívar) najwyższych szczytów w masywie Sierra Nevada de Santa Marta, w północnej Kolumbii, wznoszący się na wysokość 5775 m n.p.m. Przyjmuje się, że jest najwyższym szczytem Kolumbii, chociaż nie ma pewności, czy Simón Bolívar nie jest wyższy. Na szczycie znajduje się wieczny śnieg.
Szczyt został nazwany na cześć Krzysztofa Kolumba, żeglarza i odkrywcy.
Pierwszego wejścia dokonali Walter A. Wood, Anderson Bakerwell oraz Enrico Praolini 16 marca 1939 r.
Szczyt znajduje się na terenie Parku Narodowego Sierra Nevada de Santa Marta.